# Netinera
Die Netinera Deutschland GmbH (Eigenschreibweise: NETINERA, bis März 2011 Arriva Deutschland) ist ein Eisenbahnverkehrsunternehmen in Deutschland. Sie ist ein Tochterunternehmen von Trenitalia, der Personenverkehrssparte der italienischen Staatsbahn Ferrovie dello Stato Italiane.

## Unternehmensgeschichte
Netinera wurde 2003 in Hamburg unter dem Namen Arriva Deutschland als hundertprozentige Tochter des britischen Transportkonzerns Arriva PLC gegründet. Mit der Übernahme der Regentalbahn im Jahr 2004 verlegte sie ihren Sitz nach Viechtach.
Im März 2010 kündigte die Deutsche Bahn ein öffentliches Übernahmeangebot für die Muttergesellschaft Arriva mit einem Wert von 2,8 Mrd. Euro an; die Transaktion wurde Ende August 2010 abgeschlossen. Im Rahmen der dazu nötigen  Kartellfreigabe mussten die deutschen Unternehmensteile veräußert werden. Der Verkauf von Arriva Deutschland erfolgte Anfang Dezember 2010 an ein Konsortium der italienischen Staatsbahn FS über deren Tochtergesellschaft Trenitalia (51 % der Anteile) und des französisch-luxemburgischen Infrastrukturfonds Cube Infrastructure (49 %). In diesem Zug erfolgte die Umbenennung von Arriva Deutschland zu Netinera.
Im Dezember 2020 übernahm die Trenitalia die bisher vom Partner Cube Infrastructure gehaltenen Anteile und ist seitdem alleiniger Gesellschafter von Netinera.

## Geschäftsbereiche
Die Tochterunternehmen von Netinera betreiben sowohl bestellten Eisenbahn- und Omnibus-Nahverkehr im Auftrag von regionalen Aufgabenträgern als auch eigenwirtschaftlichen Bus-, Eisenbahngüter- und -personenfernverkehr. Schienenpersonennahverkehr betreibt Netinera in den Bundesländern Bayern, Berlin, Brandenburg, Bremen, Hamburg, Hessen, Niedersachsen, Mecklenburg-Vorpommern, Rheinland-Pfalz, dem Saarland, Sachsen, Thüringen und Schleswig-Holstein. Busse der Netinera verkehren im Stadt- und Regionalverkehr in Bayern, Brandenburg, Hessen, Mecklenburg-Vorpommern, Niedersachsen und Nordrhein-Westfalen.
Auch gibt es grenzüberschreitenden Personenverkehr: die Regentalbahn fährt in die Tschechische Republik (in Kooperation mit der ČD), die Berchtesgadener Landbahn nach Österreich (in Kooperation mit den ÖBB) und vlexx nach Frankreich. Die Tochterunternehmen leisteten 2021 zusammen rund 53 Millionen Zugkilometer und 44 Millionen Buskilometer mit 461 Triebfahrzeugen und 1278 Bussen, erarbeitet von 5.965 Beschäftigten.
Der Bereich Güterverkehr und Logistik wird bei Netinera in Deutschland durch die OHE (Osthannoversche Eisenbahn AG) abgedeckt. Eins der insgesamt sechs Tochterunternehmen ist auch Eisenbahninfrastrukturunternehmen; die Regentalbahn  betreibt ein Streckennetz von 43 km.
Ehemals betrieb die Osthannoversche Eisenbahnen (OHE) mit zuletzt 280 km das größte Streckennetz innerhalb des Konzerns, dieses wurde jedoch 2021 an die dazu gegründete landeseigene Schieneninfrastruktur Ost-Niedersachsen verkauft, womit sich diese Strecken heute vollständig im Besitz des Landes Niedersachsen befinden. Die Geschichte der OHE als Infrastrukturbetreiber endete damit nach fast 80 Jahren.
Die Infrastruktur der Prignitzer Eisenbahn Infrastruktur (PEG) mit 215 Kilometern Streckenlänge wurde am 10. Juli 2012 an die RegioInfra Gesellschaft (RIG) rückwirkend zum 1. Januar 2012 verkauft.

## Beteiligungen
Netinera agiert als Holding für sechs Tochterunternehmen, die wiederum an zahlreichen weiteren Gesellschaften beteiligt sind:

### Netinera Bachstein
Die in Celle ansässige Netinera Bachstein GmbH, deren Gesellschafter die Netinera Deutschland (95,34 %) und Verkehrsbetriebe Bachstein (4,66 %) sind, ist seit März 2007 an den Osthannoverschen Eisenbahnen (OHE) beteiligt, mittlerweile mit einem Anteil von 87,51 %.
Tochtergesellschaften der Osthannoverschen Eisenbahn betreiben in Hamburg, Bremen und Niedersachsen Schienenpersonennahverkehr mit den Marken „metronom“, enno (Elektro Netz Niedersachsen Ost) und „erixx:Der Heidesprinter“ sowie ein breites Busangebot. Die OHE gehört inzwischen zu den fünf größten privaten Schienenverkehrsunternehmen und besitzt mit 294 Kilometern eines der größten privaten deutschen Schienennetze. Dieses wird ausschließlich für den Gütertransport genutzt. Ergänzt wird das Angebot der OHE durch Hafendienste und eine eigene Spedition. Mit ihren Busunternehmen KVG Stade/Lüneburg, Verkehrsbetrieb Osthannover GmbH (VOG) und CeBus betreibt die OHE Busverkehr in einigen Teilen Niedersachsens. Bis 2017 war die OHE auch an der Verkehrsgesellschaft Landkreis Gifhorn (VLG) beteiligt, die seitdem im alleinigen Eigentum des Landkreises Gifhorn ist.

### Autobus Sippel
Die Autobus Sippel war bis Jahresende 2021 als Busverkehrsunternehmen im Linien- und Reiseverkehr sowie im Flughafenverkehr auf dem Flughafen Frankfurt Main tätig.

### Netinera Region Ost
Unter dem Dach der  Netinera Region Ost GmbH (vormals PE Arriva und PE Holding) waren verschiedene Tochterunternehmen vereinigt, wie die Neißeverkehr und die Netinera Werke in Neustrelitz. Das Werk wurde 2019 von der Ostmecklenburgische Bahnwerk GmbH übernommen, an der Netinera beteiligt ist. Die Prignitzer Eisenbahn betrieb bis Dezember 2012 Verkehre in Brandenburg und besaß als Eisenbahninfrastrukturunternehmen mehrere Strecken. Der Infrastrukturteil wurde 2012 abgespalten und an die RegioInfra Gesellschaft verkauft. Im September 2013 wurden Netinera Region Ost und Prignitzer Eisenbahn fusioniert zur Prignitzer Eisenbahn GmbH mit Sitz in Berlin.

### Regentalbahn / Die Länderbahn
In Bayern, Sachsen, Thüringen und der Tschechischen Republik bietet die Regentalbahn mit ihrer Tochter Die Länderbahn unter verschiedenen Markennamen Personen- und Güterverkehr auf der Schiene an. Sie betreibt unter anderem den alex, den „Trilex“, die Vogtlandbahn, die Oberpfalz- sowie die Waldbahn in Bayern, eigene Wartungs- und Instandsetzungswerke sowie eigene Infrastruktur mit knapp 43 Kilometern Länge.
Seit Dezember 2014 fährt die Regentalbahn-Tochtergesellschaft vlexx GmbH im sogenannten „Dieselnetz Südwest“ und seit Dezember 2019 im E-Netz Saar-RB.

### Südbrandenburger Nahverkehrs GmbH
Die Südbrandenburger Nahverkehr, mit Hauptsitz in Senftenberg, bot bis Juli 2017 in der Region Oberspreewald-Lausitz Linien- sowie Schulbusverkehre an. Insgesamt 105 Mitarbeiter waren bei der Südbrandenburger Nahverkehrs GmbH beschäftigt. Die 72 Fahrzeuge verteilten sich auf die Betriebshöfe Senftenberg, Lübbenau und Lauchhammer mit modernen Werkstätten und Servicedienstleistungen.
Im August 2017 übernahm OSL Bus, ein Rhenus-Veniro-Tochterunternehmen, die Verkehrsleistungen im Auftrag der Verkehrsgesellschaft Oberspreewald-Lausitz.

### Verkehrsbetriebe Bils
Das größte private Busunternehmen Verkehrsbetriebe Bils im Münsterland betreibt seit mehr als 60 Jahren Busverkehr mit Linien- und Reisebussen. Die Fahrzeuge werden mit Biodiesel betankt. 2009 wurde dem Unternehmen das Zertifikat „Sicherheit im Busbetrieb“ ausgestellt.

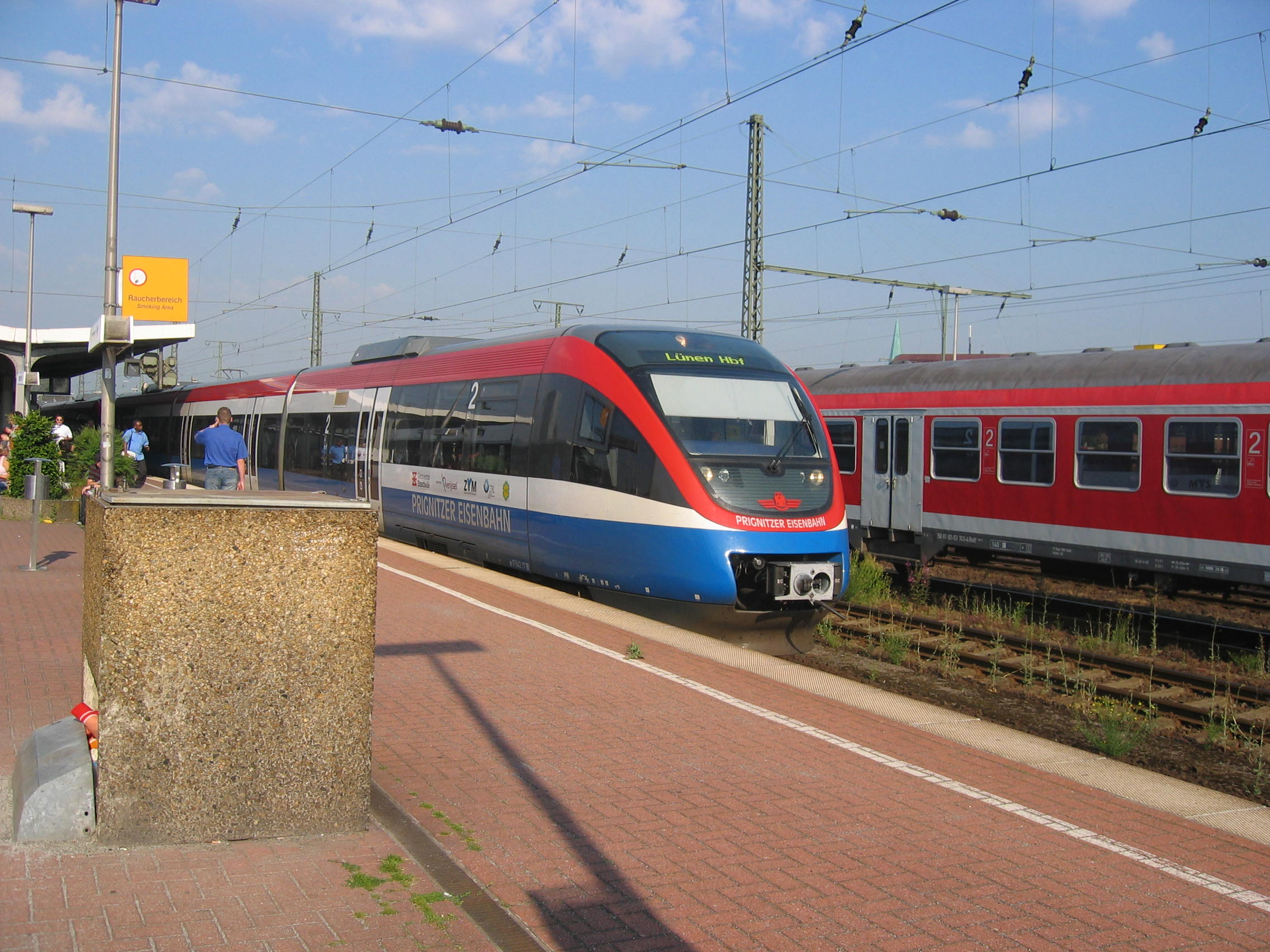
Die Prignitzer Eisenbahn fuhr bis 2011 auch in NRW (hier in Dortmund).
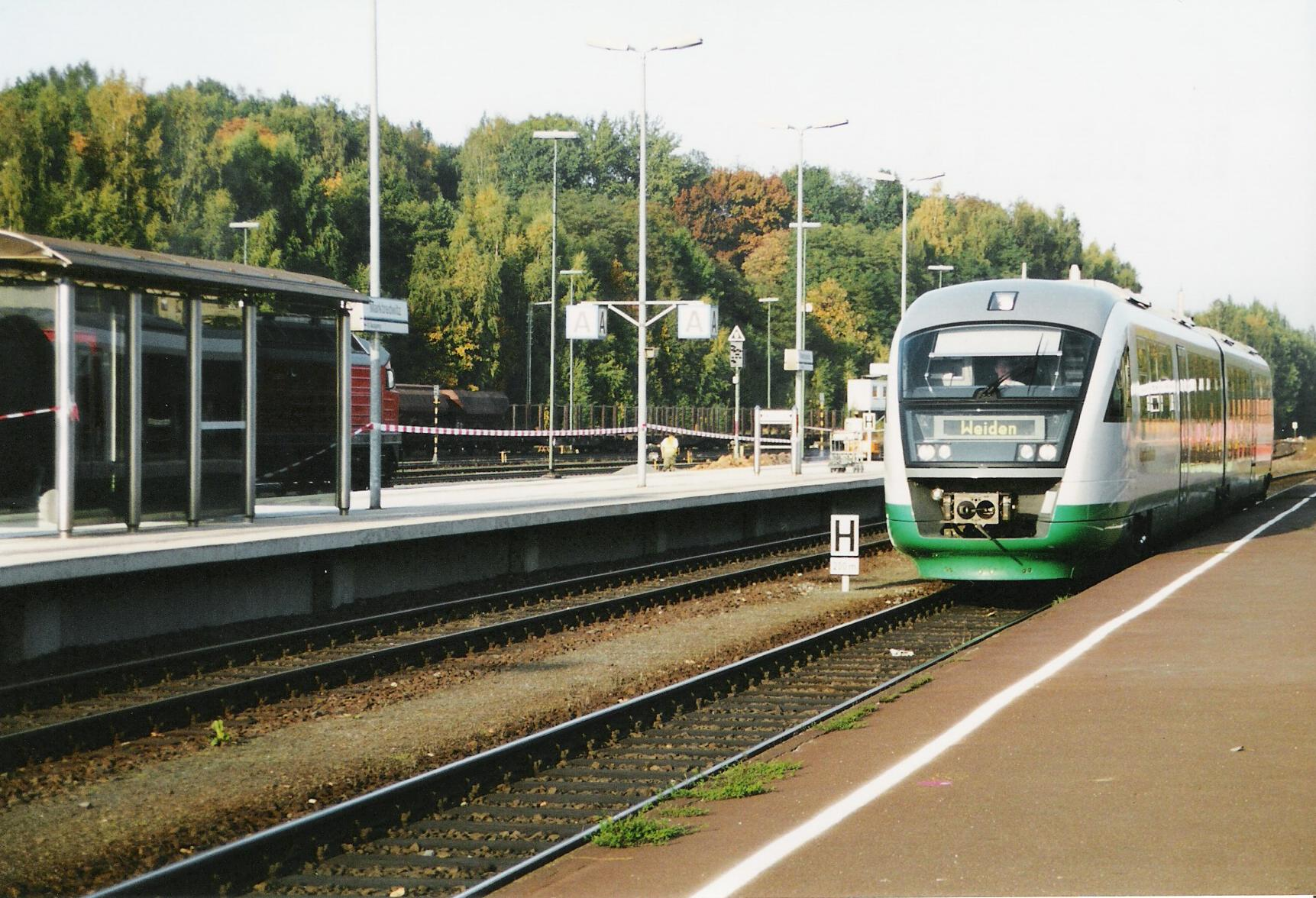
Die Vogtlandbahn, ein Unternehmen der Regentalbahn
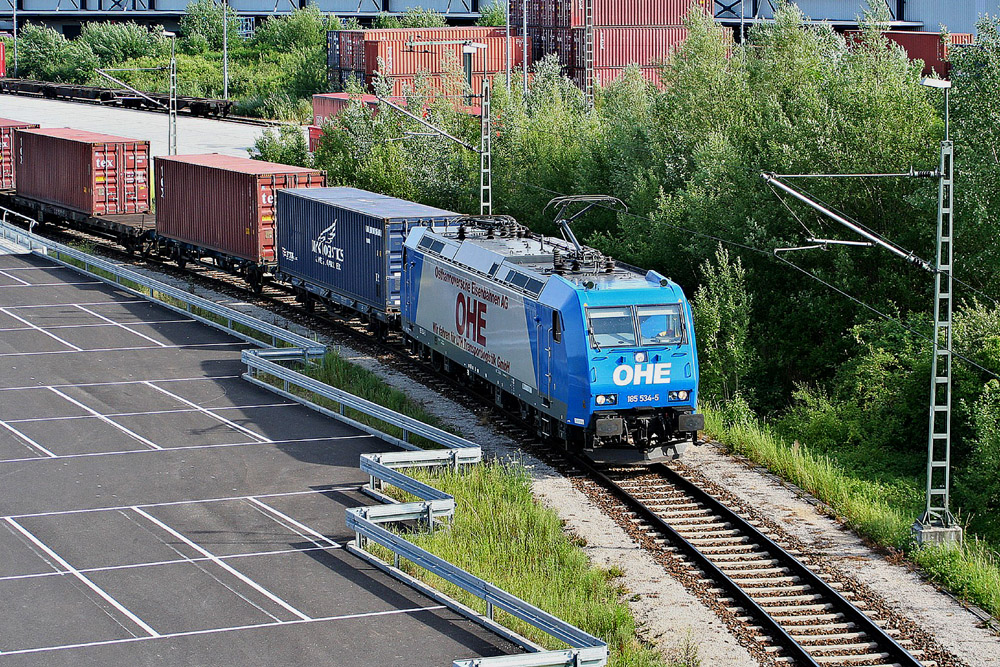
Die Osthannoversche Eisenbahn gehört seit März 2007 zu Netinera.
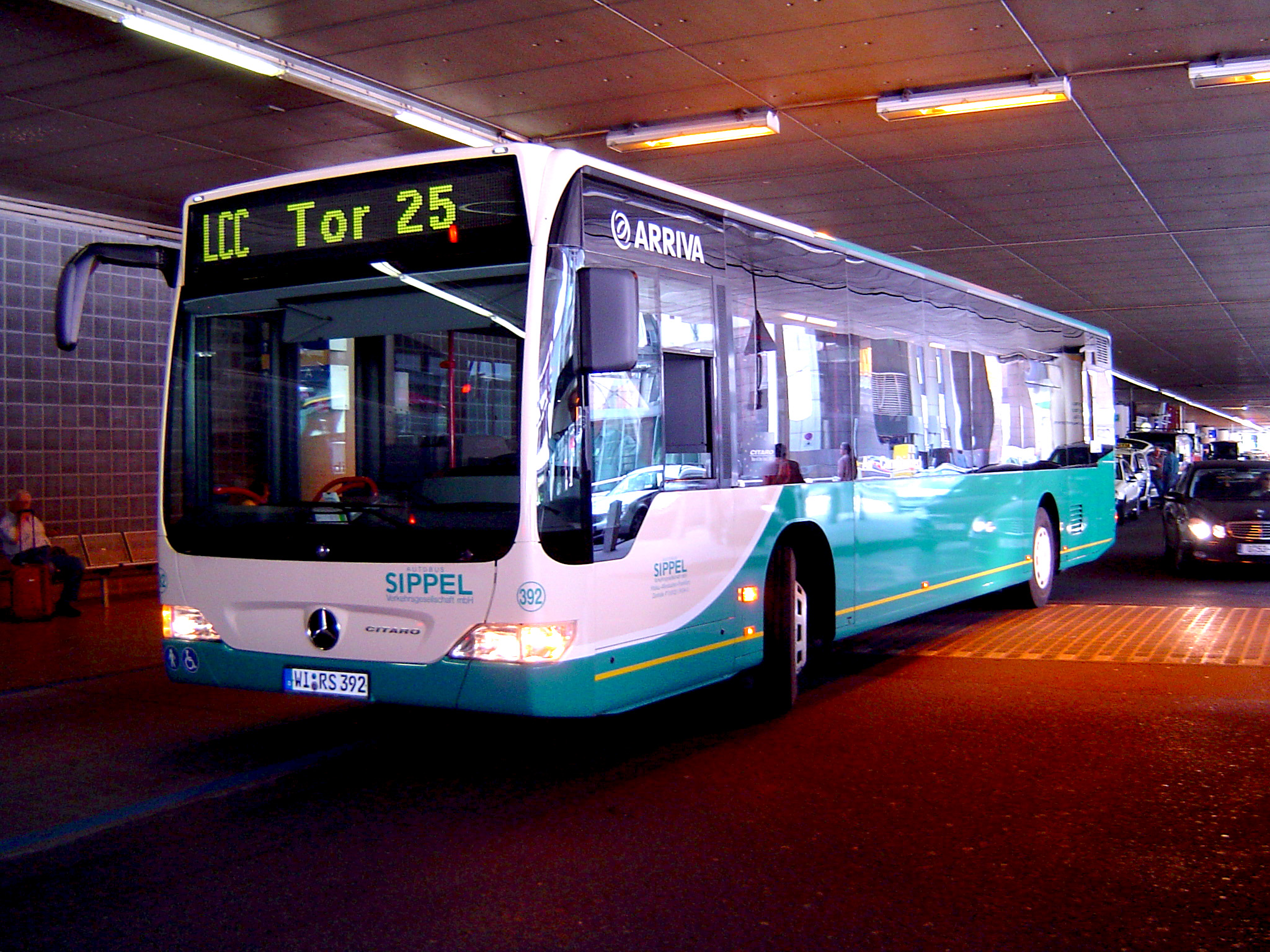
Sippel Travel fährt Linienverkehr am Frankfurter Flughafen.
Ein ODEG-Regio-Shuttle im Testbetrieb bei der Prignitzer Eisenbahn (PEG)
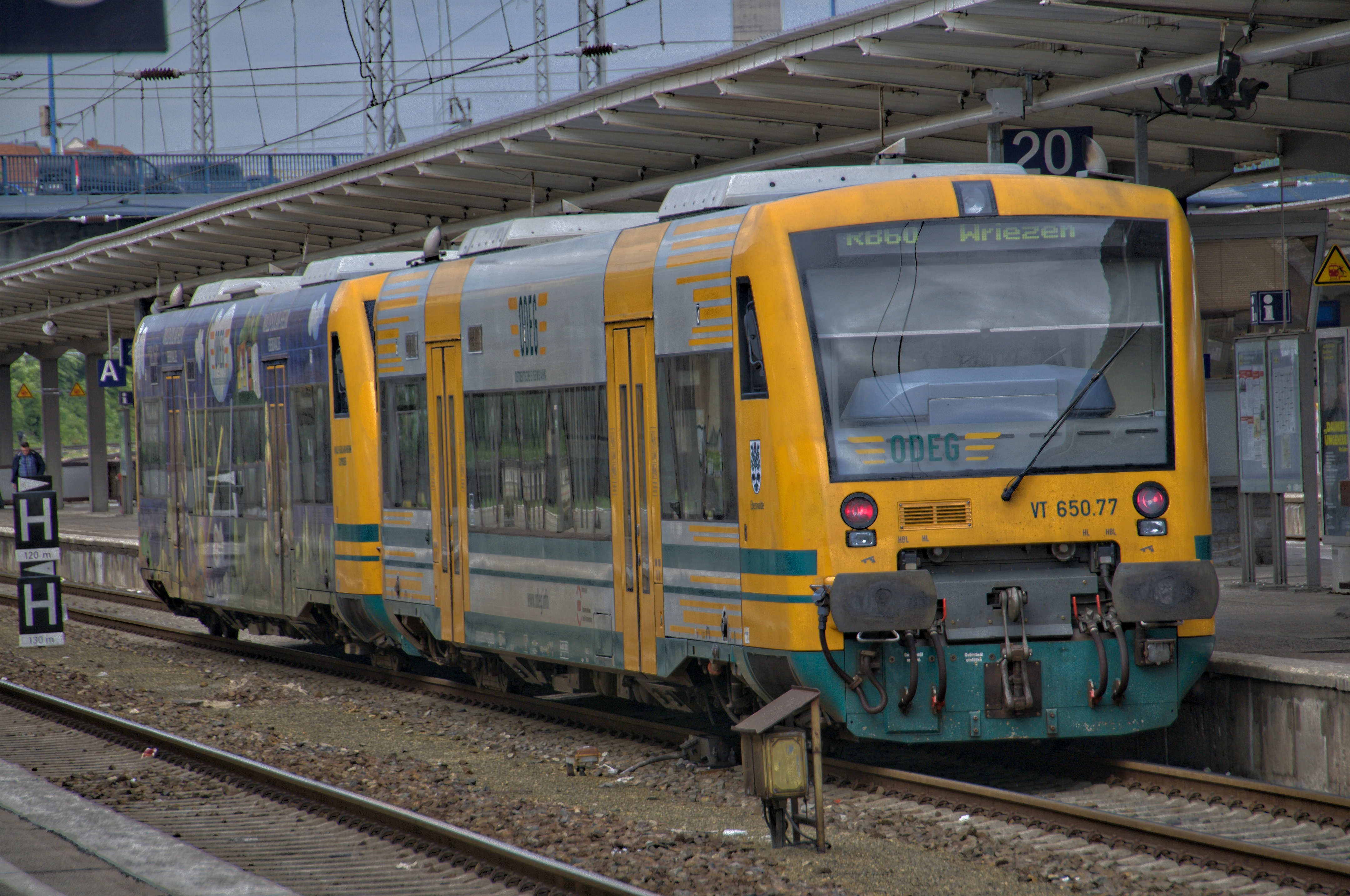
Zwei Regio-Shuttle der ODEG, einer Tochtergesellschaft der PEG, im Bahnhof Berlin-Lichtenberg